# Rumex skofitzii
Rumex skofitzii är en slideväxtart som beskrevs av Blocki. Rumex skofitzii ingår i släktet skräppor, och familjen slideväxter. Inga underarter finns listade i Catalogue of Life.